# Pod lampou skloněnou
Pod lampou skloněnou (2007) je první studiové album písničkáře Adama Katony. Obsahuje 15 autorských písní. Sleeve-note k albu napsal publicista Jiří Černý.
Booklet vytvořil Jan Kulka.

## Seznam písniček
1. Tudy šel člověk 3:22
2. Třináctá komora 2:41
3. Tohleto a jediný 4:57
4. Kdybych nebyl 4:49
5. Ostrov 4:11
6. Korále z rybízu 2:14
7. Folk Song Of Our Land 6:00
8. Škoda že nebydlíš přes ulici 5:02
9. Modlitbička 4:31
10. Píseň kapitána Noe 5:19
11. Vybráno 6:34
12. Na střeše kostela 3:01
13. Hradecká 4:47
14. Za chvostem 4:56
15. Pod lampou skloněnou 2:58

## Obsazení
- Adam Katona – zpěv (1–15), kytary (1–15), klavír (7), aranžmá (1–15)
- Richard Jan Müller – klavír (1), kytary (3, 4, 6, 12, 14, 15), melodica (3), klávesy (14), automatické bicí (12), mandolína (9), aranžmá (1, 3, 6, 12, 14, 15), baskytara (12)